# Карбонье, Пьер
Пьер Карбонье (фр. Pierre Carbonnier; 27 марта 1829 — 1883) —

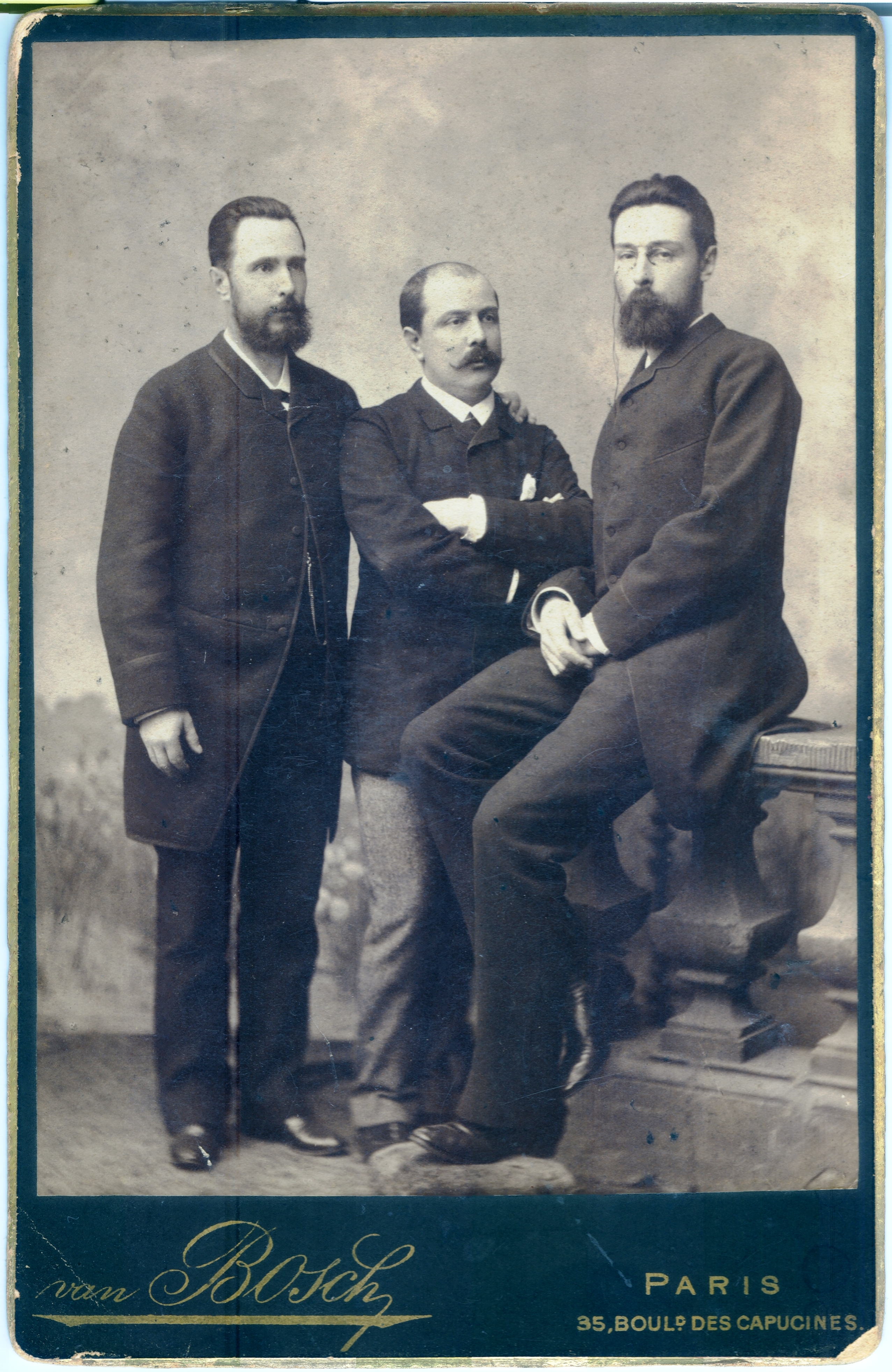
Золотницкий Н. Ф., П. Карбонье и Мещерский А. С.

французский учёный-натуралист член французского Императорского Общества Акклиматизации (Société Impériale d’Acclimatation), аквариумист. Один из основателей европейской аквариумистики. Поддерживал добрые и деловые взаимоотношения с российскими аквариумистами Золотницким Н. Ф. и Мещерским А. С.. Промышленной аквариумистикой занимался в своем имении в Шампани, используя бассейн, имевший более 10 метров в диаметре, около метра глубины и густо засаженный ветвистыми растениями. Его племянник Поль Карбонье (Paul Carbonnier) также занимался аквариумистикой.

## Вклад в аквариумистику
Пьер Карбонье был автором нескольких монографий по естественной истории и выращиванию рыбы, автор многих публикаций для научных журналов. Он мечтал акклиматизировать во Франции около Парижа самых замечательных животных, открытых в тропиках. Но попасть им в Европу удалось не сразу. Их отлавливали в Таиланде, Вьетнаме, на островах Малайзии, но в пути рыбы не выдерживали даже суток и неизменно погибали.

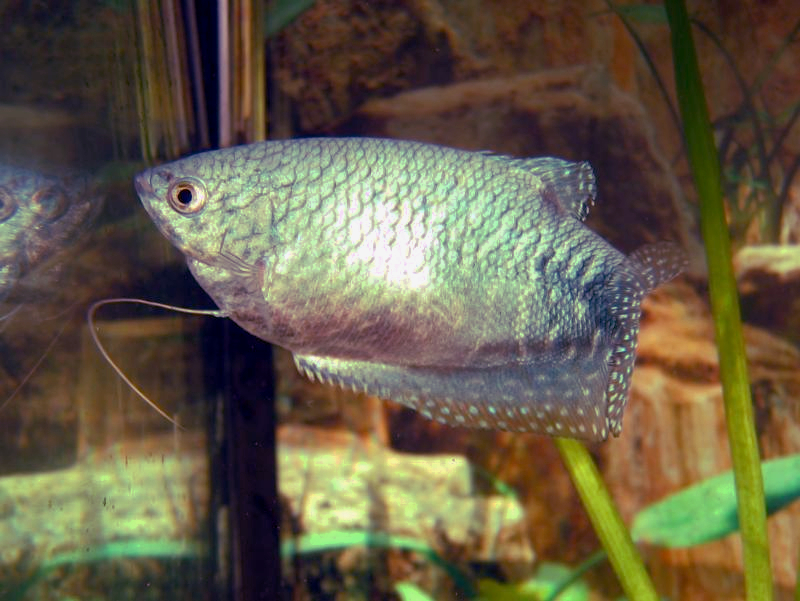
Гурами

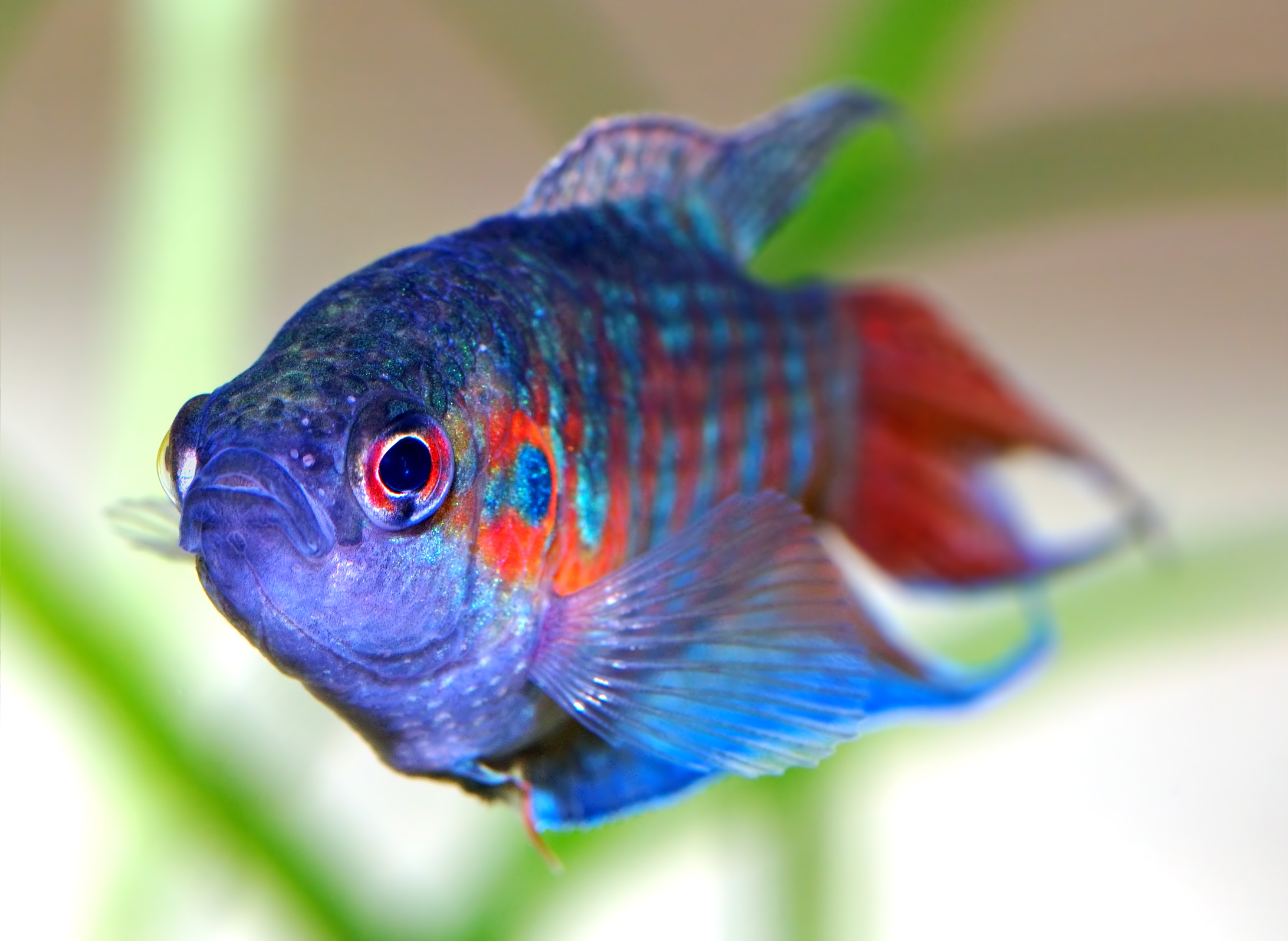
Макропод

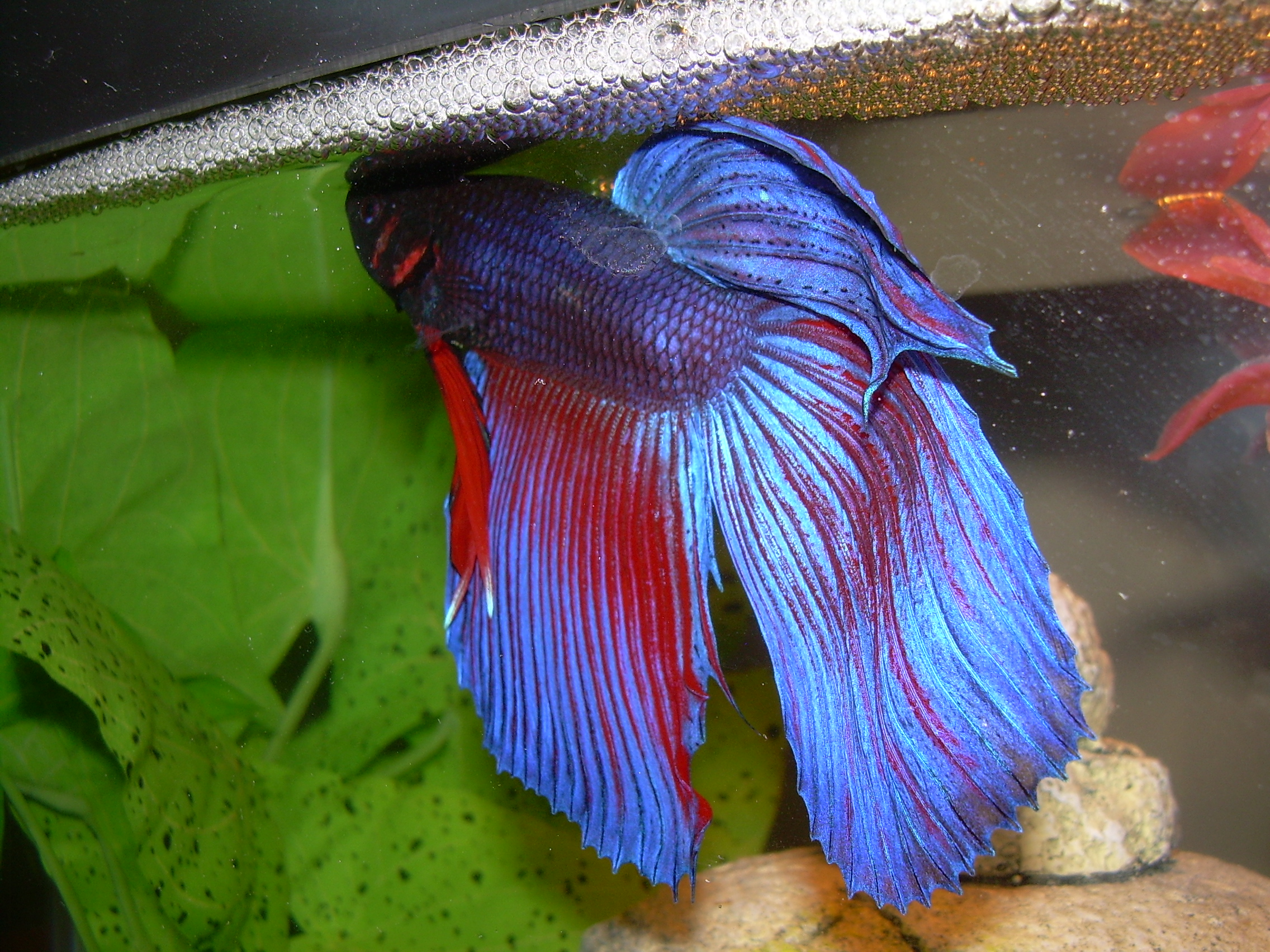
Петушок

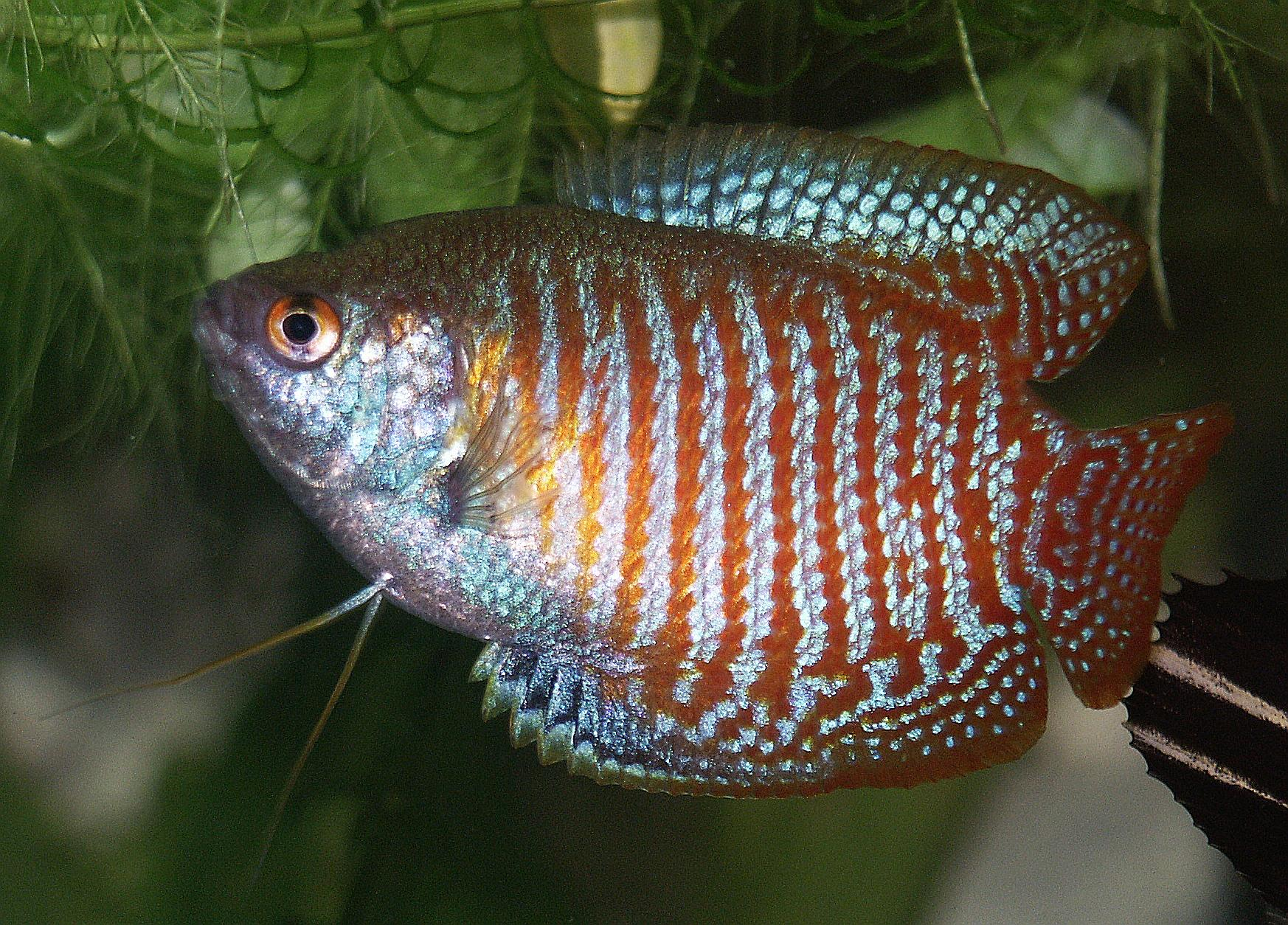
Лялиус

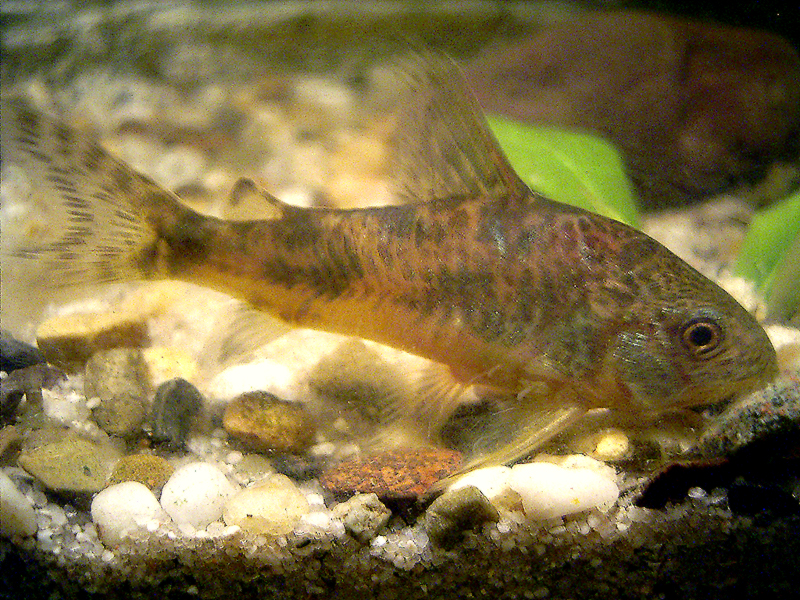
Сомик крапчатый

В 1850 Пьер Карбонье основал в Париже торговый дом по продаже аквариумных рыбок и растений.
В 1865 Карбонье ввел в любительскую аквариумистику рыбку гурами (Trichogaster).
В 1869 году Карбонье представил других экзотических рыб — макроподов (Macropodus opercularis). Их привез 8 июля 1869 в Париж морской офицер по имени Герольд (Gérault) по просьбе французского консула (1868—1869) Эжена Симона (Eugène Simon) в Нинбо провинции Чжэцзян на юго-востоке Китая. Рыбки были доставлены на французском военном корабле «Императрица», из 100 рыбок выжили только 22 и 17 (12 мужских и 5 женских особей) из них были доставлены Карбонье. Во время плавания пароход часто испытывал качку, и чтобы вода из бочки, а с нею и рыбки, не вылетели за борт, на поверхность воды в бочке опускали деревянный круг, так чтобы он целиком закрывал поверхность.
Свой опыт описал в брошюрах «Отчёт и наблюдения о спаривании одного вида китайских рыб» (фр. Rapport et Observations sur l'accouplement d'une espèce de poisson de Chine; 1869), «Новое замечание о китайской рыбе, относящейся к роду макроподов» (фр. Nouvelle Note sur un poisson de Chine appartenant au genre macropode; 1870) и др. Опубликовал также несколько работ, посвящённых разведению ракообразных.
В 1870—1871 во время осады Парижа прусскими войсками в Франко-прусской войне были разрушены предприятие Карбонье по разведению рыбок и его розничный магазин по их продаже.
В 1872 году ввел в классификацию аквариумистики вуалехвостов (Carassius auratus), дальних предков золотых рыб.
В 1874 Карбонье же ввел в аквариумистику очередной тропический вид — петушков (Betta splendens).
В американской литературе знакомство аквариумистов с лялиусами (Colisa lalia) также датируется 1874 годом и связано с Парижем и именем одного из величайших популяризаторов аквариумистики того времени П. Карбонье. Крупный импорт этих рыб был осуществлен немецкими фирмами позднее, в 1903. В ценниках рыба значилась как Colisa lalia, по-французски Arc-en-ciel.
В 1878 Карбонье размножил Сомика крапчатого (Corydoras paleatus), который относится к небольшой группе рыб, разводимых в аквариумах свыше ста лет. Сомик крапчатый родом из бассейна реки Ла-Плата (Бразилия).
В этом же году Пьер Карбонье был назначен директором Аквариума на Всемирной выставке в Трокадеро (Франция). Гигантский аквариум ёмкостью 1800 м³, с разнообразными обитателями моря, включая осьминогов и акул, располагался у подножия «Трокадеро» в естественном известняковом карьере. Карьер закрывала стеклянная стена площадью 2500 кв.м. и толщиной 22 мм.

## Награды
- В 1870 Карбонье был награждён Золотой медалью французского Императорского Общества Акклиматизации за исследования пресноводного аквариума и разведение экзотических рыб.
- Награждён медалью «1» класса за разведение рыбки, носящей по-французски название радуги Arc-en-ciel[1].

## Публикации
- Guide Pratique du Pisciculture, par Pierre Carbonnier, Paris : Lacroix, 1864.
- L'écrevisse: mœurs — reproduction — éducation (Paris, E. Lachaud), 1869
- Carbonnier, M. P. 1872. Trois mémoires pour servir a l’histoire zoologique du poisson de Chine le macropode (impr. de E. Martinet).
- Carbonnier, M. P. 1872. Sur la reproduction et la development du poisson telescope ([Cyprinus macrophthalmus]), originaire dec la Chine In French. Hebd. Assoc. Sci., Bull. 11:180-182.
- Carbonnier, M. P. 1873. On the reproduction and development of the telescope fish of China. Ann. Mag. Nat. Hist., Ser. 11, 4:76-77.
- Carbonnier, M. P. 1874. Le Fondule ([Fundula cyprinodonta] Cuv.) mensuel de la soc. D’acclimation Paris, d Bull. 3(1):665-671.
- Mémoire sur la reproduction du poisson américain la fondule… (imp. Martinet), 1874
- Nidification du poisson arc-en-ciel de l’Inde  (impr. de E. Martinet), 1876
- Le Gourami et son nid (impr. E. Martinet), 1877
- Rapport et observations sur l’aquarium d’eau douce du Trocadéro (impr. Martinet), 1879
- Carbonnier, M. P. 1880. Sur le [Callichthys fasciatus] Cuvier. Bull. de la Soc. Zool. de France 5:288-290.
- Tropical &c fishes
- L'Écrevisse, &c
- Reproduction de poissons exotiques: le callichthe fascié…le silver bass ou …